# Fraccionamiento San Lorenzo
Fraccionamiento San Lorenzo är en ort i Mexiko.   Den ligger i kommunen Morelia och delstaten Michoacán de Ocampo, i den södra delen av landet, 230 km väster om huvudstaden Mexico City. Fraccionamiento San Lorenzo ligger 1 900 meter över havet och antalet invånare är 565.
Terrängen runt Fraccionamiento San Lorenzo är huvudsakligen kuperad, men den allra närmaste omgivningen är platt. Fraccionamiento San Lorenzo ligger nere i en dal. Runt Fraccionamiento San Lorenzo är det tätbefolkat, med 493 invånare per kvadratkilometer. Närmaste större samhälle är Morelia, 9,7 km öster om Fraccionamiento San Lorenzo. I omgivningarna runt Fraccionamiento San Lorenzo växer huvudsakligen savannskog.